# Джонни Кейдж
Джонни Кейдж (англ. Johnny Cage) — персонаж из вселенной Mortal Kombat, созданной Эдом Буном и Джоном Тобиасом. Впервые в серии Джонни Кейдж появился в качестве одного из семи оригинальных персонажей видеоигры Mortal Kombat 1992 года, причём его образ был искажённой пародией героев фильмов о боевых искусствах, сыгранных актёром Жаном-Клодом Ван Даммом. Он становится фактурным персонажем в игре Mortal Kombat X, где кроме него самого, задействованы также Соня Блейд и Кэсси Кейдж, их дочь.
Кроме видеоигр, Кейдж широко представлен в альтернативных медиа-источниках франшизы, включая два полнометражных фильма, веб-сериал «Смертельная битва: Наследие» и официальные товары. Критический приём персонажа, включая оценку его роли в серии, характеристику, геймплей и добивания, в целом был положительным.

## Появления

### В играх
Джонни Кейдж, в оригинальной игре Mortal Kombat (1992) — мастер боевых искусств, принимающий участие в шаолиньском турнире с целью доказать, что как артист, он не прибегает к спецэффектам в своих фильмах. К тому же, Кейдж единственный в игре персонаж, история которого не связана с прошлым остальных бойцов. После того как Лю Кан стал чемпионом турнира в потустороннем измерении Внешнего Мира, Кейдж, в продолжении 1993 года Mortal Kombat II, исчезает прямо со съёмочной площадки своего последнего фильма, и присоединяется к другим бойцам, чтобы защитить Землю от вторжения злого императора Шао Кана.
Кейдж отсутствует в непрерывной номерной серии вплоть до выхода сборника 1996 года Mortal Kombat Trilogy, расширенной версии событий игры Mortal Kombat 3 (1995) и её обновления. Он был убит во время вторжения Шао Кана на Землю, однако временной коллапс, вызванный слиянием царств, воспрепятствовал его переходу к загробной жизни, и душа возвратилась к нему, дабы Кейдж мог помочь своим товарищам победить Кана, прежде чем вознестись к небесам. В Mortal Kombat 4 (1997) Кейдж просит, чтобы Райдэн воскресил его, желая поддержать своих друзей в развязанной Шинноком войне против Старших Богов.
В игре Mortal Kombat: Deadly Alliance (2002) саркастически обыгрываются события, которые повлекли за собой смерть и воскрешение Кейджа, поскольку сам он снимается в фильме под названием «Смерть Джонни Кейджа», однако недовольный своим образом, сбегает со съёмочной площадки. В то же самое время Райдэн наставляет его перед новой миссией во Внешнем Мире, где в попытке остановить «Смертоносный союз» двух колдунов Шан Цзуна и Куан Чи, вознамерившихся оживить короля драконов Онагу, впоследствии были убиты земные воины, включая самого Кейджа, Джакса, Китану, Кун Лао и Соню Блейд. Онага оживил неиграбельного в Mortal Kombat: Deception (2004) Кейджа как и остальных земных воинов, чтобы использовать в качестве рабов. В конечном итоге Эрмаку и духу убитого «Смертоносным союзом» Лю Кана, всё-таки удалось освободить их от заклятия Онаги.
Кейдж возвращается в Mortal Kombat: Armageddon (2006), где в числе играбельных персонажей, участвует в финальном турнире, определяющим судьбу человечества. Согласно его биографии в игре, Кейдж, фактически, возглавляет отряд земных воинов, и после многочисленных видений, которые приходили к нему, на острове Шан Цзуна отслеживает Шиннока, планировавшего свергнуть императора Шао Кана и захватить власть во Внешнем Мире. Однако, как и остальные земные воины, Кейдж погибает в битве около пирамиды Аргуса в вымышленном королевстве Эдении.
Игра Mortal Kombat (2011) объясняет наличие у него сверхспособностей, поскольку персонаж Кейджа является «последователем древнего средиземноморского культа, который воспитывал воинов для богов». Повествование его истории начинается с конца, когда земные воины потерпели поражение в битве, что впоследствии приводит к Армагеддону. После чего сюжетная линия снова возвращается к шаолиньскому турниру из оригинальной игры Mortal Kombat. Кейдж — дерзкий и общительный актёр, работающий в жанре боевых искусств, участие которого в турнире расценивается как рекламный трюк, тогда как сам он постоянно флиртует с лейтенантом спецназа Соней Блейд. Первоначально он воспринял турнир как шутку после того, как победил Рептилию и Бараку, приспешников императора из Внешнего Мира, однако Райдэн впоследствии всё-таки убеждает Кейджа присоединиться к избранным защитникам Земного Царства. Сайракс позднее побеждает Кейджа на турнире, однако отказывается добивать его. Сюжетные вехи в игре, которые пересказывали события Mortal Kombat II, и сходились в том, что Кейджа изувечил Эрмак, отмечали также, что в Mortal Kombat 3 его спасает Райдэн от нападения кентавра Мотаро. Кроме того, Кейдж и Соня оказываются единственными положительными персонажами игры, которые пережили нападение королевы Синдел, убившей большинство защитников Земли.
Кейдж непреднамеренно обнаруживает свои особые способности, в попытке спасти Соню от Шиннока в Mortal Kombat X (2015). Впоследствии он помогает Богу Грома Райдэну заключить Шиннока в волшебный амулет. Согласно сюжету, длительное время Кейдж и Соня состояли в браке, в котором родилась дочь Кэсси, однако им пришлось развестись из-за того, что его супруга отдавала предпочтение карьере, а не семье. Спустя двадцать пять лет после событий перезагрузки, Кейдж, находящийся под командованием Сони, входит в состав секретного подразделения спецназа, возглавляемого Кэсси, их дочерью, унаследовавшей внешность матери и темперамент отца. Шиннок, вернувшийся ближе к кульминации, пытается испортить Джинсей (англ. Jinsei), источник жизненной энергии Земли, и удерживает в заложниках Кейджа. Кэсси побеждает Шиннока в финальной битве, спасает отца, и семья Кейджа воссоединяется.

#### Дизайн и игровой процесс

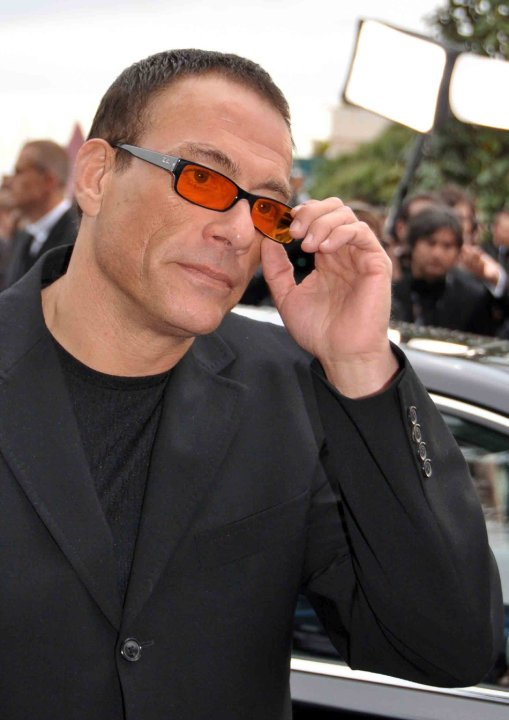
Жан-Клод Ван Дамм на Каннском кинофестивале в 2010 году

Оригинальные концептуальные зарисовки, сделанные художником Джоном Тобиасом для предполагаемого файтинга, содержали изображение некоего Майкла Гримма, причём персонаж характеризовался как «действующий чемпион по кассовым сборам и звезда таких фильмов, как „Кулак Дракона“, „Кулак Дракона II“, а также удостоившийся награды за „Внезапную жестокость“». Компания Midway Games рассчитывала заключить соглашение с мастером боевых искусств и актёром Жаном-Клодом Ван Даммом для запланированной игры после выхода в 1988 году фильма «Кровавый спорт», в связи с чем даже был создан короткий деморолик, который в сочетании с цифровым фоном преимущественно содержал видеозаписи самого Ван Дамма. Несмотря на то, что попытка убедить актёра присоединиться к проекту не удалась, видеоигра под названием Mortal Kombat позднее всё-таки вышла, причём персонаж Майкла Гримма превратился в пародию Ван Дамма и был переименован в Джонни Кейджа. Изображавший Кейджа в оригинальной игре и последующем сиквеле 1993 года Mortal Kombat II, мастер боевых искусств Даниэль Песина утверждал, что его персонаж прежде всего был смоделирован с Дэниэла Рэнда, супергероя комиксов о Железном Кулаке.
В перезапускающей основную серию игре Mortal Kombat 2011 года, как и подобает самовлюблённой голливудской звезде, Кейдж, с большой красующейся на груди татуировкой собственного имени, выглядит комично, в отличие от более серьёзных персонажей, таких как Лю Кан и Райдэн. Настоящее имя Кейджа, Джон Карлтон, дал персонажу художник и программист Midway, работавший над серией NBA Jam. Кейдж появился в Mortal Kombat X в качестве военного консультанта спецназа, а не актёра; дизайн персонажа в полной тактической экипировке от NetherRealm Studios (ранее Midway Games) был попыткой разработчиков определить степень его боевой подготовки с момента перезагрузки 2011 года, и сбалансировать модель поведения между «серьёзным или стойким» и «слишком глупым».
Кейдж стал первым созданным для Mortal Kombat персонажем, а в тестовой версии присутствовали две его модели, дерущиеся между собой, в то время как удар ниже пояса и шпагат Ван-Дамма из «Кровавого спорта», так и остались в игре в качестве одного из спецприёмов. Позднее остальных персонажей разработчики добавили ему добивание (завершающее действие в конце поединка), так как изначально Кейдж просто должен был бросить противника через весь экран, однако Тобиас в конечном итоге придумал для него смертельный удар. В Mortal Kombat X геймплей Кейджа, как впрочем и остальных персонажей, построен вокруг вариаций таким образом, что перед поединком игрок может выбрать один из трёх боевых стилей. Брайан Доусон из Prima Games в 2015 году отмечал, что, хотя Кейдж преимущественно эффективен на расстоянии, «его стиль поединка заключается в противодействии, и именно так следует играть персонажем».
В 2023 году в игре Mortal Kombat 1 для Джонни Кейджа был создан альтернативный облик, основанный на Жан-Клоде Ван Дамме, актёр также озвучил персонажа.

### Другие медиа и мерчандайзинг
Джонни Кейдж является одним из трёх избранных воинов Райдэна, наряду с Лю Каном и Соней Блейд, в художественном фильме 1995 года «Смертельная битва». Желая доказать, что он — настоящий боец, Кейдж, по приглашению коварного колдуна Шан Цзуна, принимает участие в турнире. В фильме Кейдж побеждает Скорпиона и Горо, а в финале именно его выбирает Шан Цзун в качестве своего противника в заключительном поединке, однако Лю Кан бросает вызов колдуну. Актёр Линден Эшби практиковал боевые искусства, когда был утверждён на роль Кейджа в первом фильме, однако его заменил Крис Конрад в сиквеле 1997 года «Смертельная битва 2: Истребление». Кейдж в попытке спасти Соню был убит императором Шао Каном в самом начале фильма. Конрада в качестве замены Эшби рекомендовал продюсерам Пэт Джонсон, постановщик трюков первого фильма.
Мастер боевых искусств Мэтт Маллинз сыграл Кейджа в короткометражном фильме «Смертельная битва: Перерождение», режиссёром которого в 2010 году выступил Кевин Танчароен. Кейдж — бывшая звезда боевиков, который работал агентом под прикрытием, когда его убил Барака. Маллинз в роли Кейджа появился также в третьем эпизоде веб-сериала 2011 года «Смертельная битва: Наследие», тогда как его герой был безработным актёром, который ранее снимался в «Могучих рейнджерах». Отчаявшись возобновить свою карьеру, он занимается постановкой пилотного эпизода реалити-шоу, в котором персонаж в качестве вигиланта совершает самосуд над преступниками, однако же продюсеры отвергают предоставленный им материал. Кейдж позднее подслушивает разговор одного из продюсеров, который предлагает актрисе на съёмочной площадке поучаствовать в аналогичном шоу, воспользовавшись его идеями. В результате обозлённый Кейдж избивает того самого продюсера, двух охранников и уже собирается покинуть студию, когда к нему вдруг подходит Шан Цзун. Каспер Ван Дин сменил Маллинза во втором сезоне 2013 года, в котором выясняется, что Кейдж отказался от предложения Шан Цзуна сражаться за Внешний Мир и неохотно согласился присоединиться к избранным воинам Райдэна для участия в турнире. Ван Дин в интервью MTV 2013 года сравнивал свою карьеру с карьерой персонажа.
Кейдж, наряду с другими персонажами из оригинальной игры, впервые появляется на страницах комиксов Mortal Kombat издательства Malibu Comics. Минисерия «Blood & Thunder» 1994 года, состоящая из шести выпусков, следует сюжетной линии первой игры, когда колдун Шан Цзун организовывает турнир, в котором участвует Кейдж. В следующей минисерии 1995 года «Battlewave», которая сосредоточена главным образом на персонажах Mortal Kombat II, Кейдж возобновил свою актёрскую карьеру после окончания турнира, а потом вместе с Джаксом отправился во Внешний Мир для проведения расследования, связанного с внезапным нападением Горо. Кейдж был второстепенным персонажем в комиксах издательства DC Comics, выпущенных в качестве приквела к игре Mortal Kombat X 2015 года.
Лицензированные игрушечные копии Кейджа выпускали такие производители, как Hasbro, Toy Island, а также Jazwares. Advanced Graphics в 2011 году изготовила картонного персонажа в полный рост, а Syco Collectibles в 2012 году выпустила полистоуновую статуэтку Кейджа.

## Приём

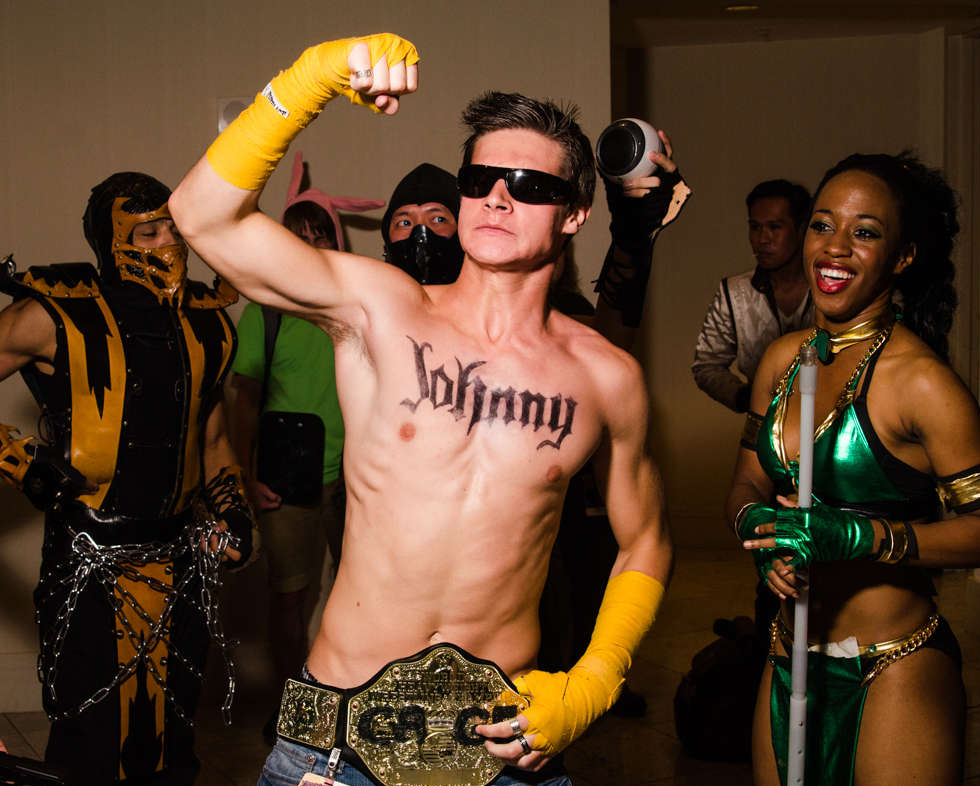
Косплеер, изображающий Джонни Кейджа на Dragon*Con 2012. Слева от него — Скорпион, а справа — Джейд

Кейдж отлично зарекомендовал себя в серии, и в целом получил положительные отзывы ряда известных игровых изданий. Энтони Северино из GameRevolution в 2012 году указал «гимнаста в трико» 9-м среди 10-и олдскульных персонажей Mortal Kombat. UGO в том же году среди 50-и лучших персонажей Mortal Kombat, 23-м указал парня, цикл перерождений которого в играх серии вероятно никогда не закончится — «убит в MK 2, возрождён в следующей игре, снова умер, снова возрождён»[sic].
Кейдж в 2015 году занял 3-е место в рейтинге Den of Geek, причём Гэвин Джаспер даже решил тогда, что из всех персонажей серии, именно Джонни, задействованный в Mortal Kombat X, «с возрастом становится как хорошее вино». Слащавая кинозвезда расположилась на 4-м месте в рейтинге Digital Spy 2017 года из 20-и лучших персонажей Mortal Kombat. Брэд Николсон из Destructoid воспринял Кейджа из Mortal Kombat II как «безусловно лучшего персонажа вообще любого файтинга». Secret Service в 1996 году посчитал его вторым лучшим бойцом среди десяти представителей мужского рода в видеоиграх за всю историю жанра. Ши Серрано из Grantland в 2014 году рассматривал список из 12-и играбельных персонажей Mortal Kombat II, и посчитал Кейджа, профессионализм которого опережает собственное эго, вторым с конца. Журналист Джастин Кларк из Slant Magazine назвал Кейджа одним из «старых, самонадеянных динозавров, борющихся за релевантность» в Mortal Kombat X. Крис Буффа из GameDaily иронически отмечал: «Если не получается выйти замуж за Брэда Питта, можешь довольствоваться Джонни Кейджем из Mortal Kombat», который «блистает в большинстве фильмов категории B».
Кейдж «вполне себе соответствует Голливудскому образу переоценённого придурка», согласно Элтону Джонсу из Complex, который в 2012 году указал его 16-м среди 50-и наиболее влиятельных персонажей в играх-файтингах. В 2013 году он стал 6-м среди 12-и олдскульных персонажей, которые были иконами стиля, в соответствии с выбором Ханумана Уэлча из Complex; Кейдж олицетворяет собой «прекрасный пример того, как далеко может завести вас уверенность и самообман». Марк Уолтон из GameSpot жёстко раскритиковал Кейджа из перезагрузки 2011 года как высокомерную личность, преисполненную сексизма. Рэнди Шаффер из IGN назвал нелогичной историю персонажа в третьем эпизоде веб-сериала 2011 года, поскольку Кейджа представляют как «стареющую суперзвезду боевиков», хотя его карьера ограничивалась телевидением. Шаффер также недоумевал относительно того, что прототипом для самовлюблённого персонажа в первой игре послужил Жан-Клод Ван Дамм, и почему нельзя было использовать именно такую концепцию в сериале. В 2013 году Карл Лион из Fearnet в своём обзоре второго сезона веб-сериала высказал мнение, что Каспер Ван Дин, сыгравший Кейджа, сделал персонажа «непривлекательным козлом, которого мы все знаем и любим».
Завершающие действия персонажа в исходе поединка также были удостоены особым вниманием. FHM включил его «The Trophy Case» из Mortal Kombat 2011 года в список 9-и самых жестоких добиваний этой игры. Complex в 2013 году упомянул 39-м Кейджа из Mortal Kombat в списке 50-и безумнейших видеоигр со смертельным исходом. Сразу несколько болезненных и отвратительных в плане зрелищности завершающих действий Кейджа в играх Mortal Kombat оказались в списке Prima Games из 50-и лучших добиваний серии, представленном в 2014 году. Кейдж со своим «Here’s Johnny» возглавил список Mandatory из 10-и лучших добиваний в Mortal Kombat X.